# ویتوریو تریاریکو
ویتوریو تریاریکو (انگلیسی: Vittorio Triarico؛ زادهٔ ۲۴ مهٔ ۱۹۸۹) بازیکن فوتبال اهل ایتالیا است.
از باشگاه‌هایی که در آن بازی کرده‌است می‌توان به باشگاه فوتبال لچه و باشگاه فوتبال کروتونه اشاره کرد.
وی همچنین در تیم‌های ملی فوتبال زیر ۱۶ سال ایتالیا، زیر ۱۷ سال ایتالیا، و زیر ۲۰ سال ایتالیا بازی کرده‌است.